# Adrian Głębocki

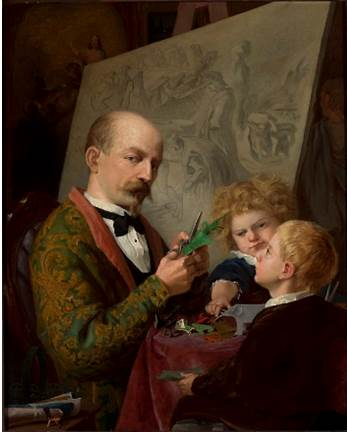
Chân dung tự họa với các con (c.1870)

Adrian Mikołaj Głębocki (sinh ngày 8 tháng 9 năm 1833 tại Panki - mất ngày 15 tháng 5 năm 1905 tại Warsaw) là một họa sĩ, thợ in thạch bản và giáo viên mỹ thuật người Ba Lan.

## Tiểu sử
Năm 1850, Głębocki tốt nghiệp trung học. Sau đó, ông theo học tại Trường Mỹ thuật ở Warsaw đến năm 1857. Tại đây, ông làm học trò của Rafał Hadziewicz. Kế đến, ông đi học ở Paris, Vienna và Munich. Sau khi học xong, Głębocki trở lại Warsaw và làm họa sĩ vẽ phong cảnh cho nhà thiết kế bối cảnh Antonio Sacchetti (1790–1870) trong một thời gian ngắn. Từ năm 1863, ông sống ở Częstochowa và làm công việc dạy học tại một trường trung học ở địa phương.

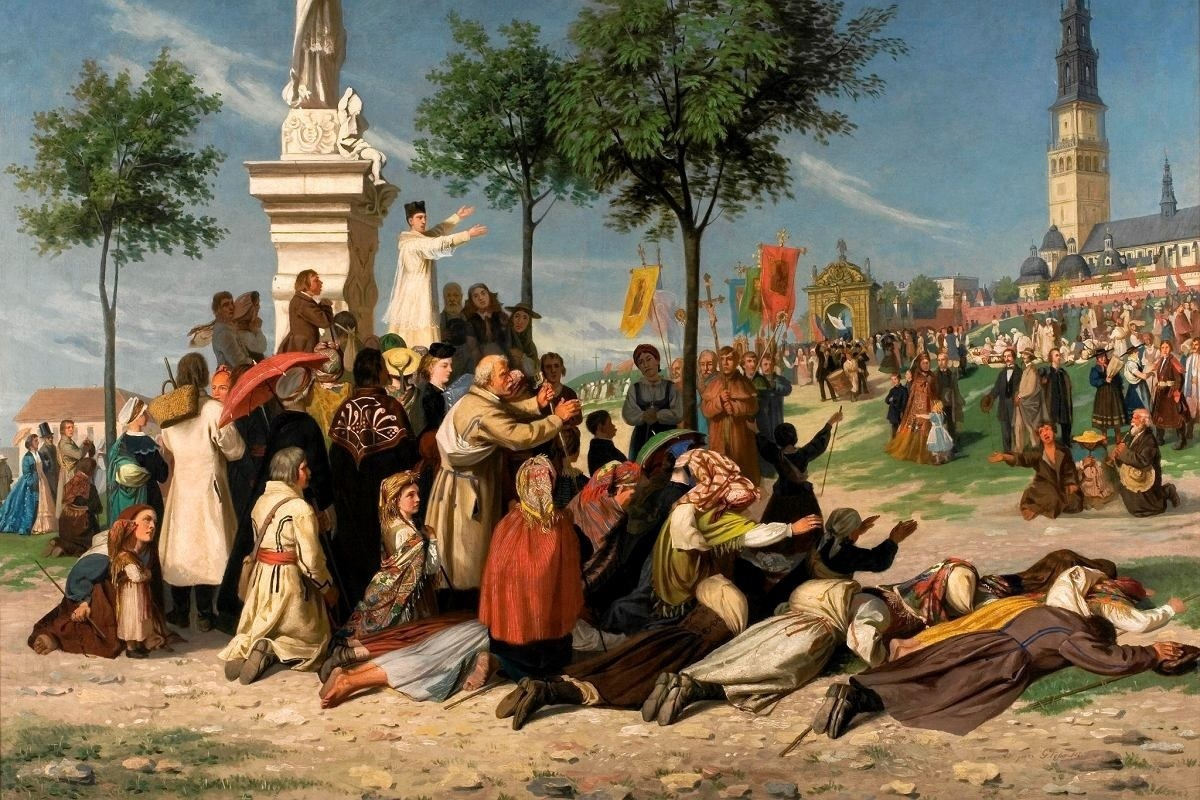
Những người hành hương đến Jasna Góra

Trong thời gian này, Głębocki vẽ nhiều tranh về vùng Kalisz. Nhiều công trình kiến trúc mà ông vẽ ngày nay không còn tồn tại, nên các tác phẩm tranh của ông có giá trị lớn trong việc làm tư liệu. Trong số các tác phẩm của ông, có một album gồm 52 bức tranh màu nước về Tu viện Jasna Góra và các buổi lễ ở đó. Sau mỗi tác phẩm tranh, ông thường kèm mô tả và bình luận. Ông cũng viết một số bài báo về các tượng đài trong vùng.
Năm 1873, Głębocki chuyển đến Warsaw. Tại đây, ông bắt đầu vẽ minh họa cho các tạp chí Kłosach (Ears), Biesiada Literacka (Literary Feast) và Tygodnik Ilustrowany. Ông cũng viết một bài báo về công việc của mình ở Częstochowa để đăng trên tạp chí văn học Wiek. Ở Warsaw, ông làm giáo viên tại một trường học dành cho người khiếm thính và ông cũng mở một số lớp dạy tư.